# 朝鮮民主主義人民共和国の祝日
朝鮮民主主義人民共和国の祝日（ちょうせんみんしゅしゅぎじんみんきょうわこくのしゅくじつ）では、朝鮮民主主義人民共和国における祝日の一覧である。
| 日付        | 日本語名称                       | 備考 | 連休   |
| ----------- | -------------------------------- | --- | ------ |
| 1月1日      | 正月                             | |        |
| 旧暦1月1日  | 旧正月                           | 太陰太陽暦の1月1日（年によって変動する） |        |
| 旧暦1月15日 | 小正月（正月大満月）             | 太陰太陽暦の1月15日（年によって変動する） |        |
| 2月8日      | 朝鮮人民軍創建日（建軍節）       | 朝鮮人民軍の創建記念日。建国当初は1948年2月8日だったが、1978年以降は金日成が満州で抗日遊撃隊を組織したとされる1932年4月25日に変更されていた。2018年1月22日の朝鮮労働党中央委員会政治局会議の決定で復活。 |        |
| 2月16日     | 光明星節                         | 金正日誕生日 | 二連休 |
| 3月8日      | 国際女性デー（3.8国際婦女節）    | |        |
| 4月5日      | 清明節                           | 先祖の墓参りをする日 |        |
| 4月15日     | 太陽節                           | 金日成誕生日 | 二連休 |
| 4月21日     | 康盤石誕生記念日                 | 康盤石誕生日 |        |
| 4月25日     | 朝鮮人民革命軍創建日             | 朝鮮人民革命軍創建記念日。1978年から2017年までは朝鮮人民軍創建日だったが、2020年5月20日の最高人民会議常任委員会政令第324号で復活した。                                                                   |        |
| 5月1日      | メーデー                         | |        |
| 6月6日      | 朝鮮少年団創立節                 | 朝鮮少年団が1946年に創設された日。 |        |
| 7月27日     | 祖国解放戦争勝利記念日（戦勝節） | 朝鮮戦争が停戦した日。アメリカ帝国主義に「勝利」したとしている。 |        |
| 8月15日     | 祖国解放記念日                   | 日本による植民地支配から解放された日。 |        |
| 8月25日     | 先軍節                           | 金正日が先軍政治を始めた日。 |        |
| 9月9日      | 建国記念日                       | 1948年の共和国建国を記念。 |        |
| 旧暦8月15日 | 秋夕                             | 祖先祭祀や墓参を始めとする行事が行われる祭日。 |        |
| 10月10日    | 朝鮮労働党創建記念日             | 朝鮮労働党が1945年に創立された日。 |        |
| 11月16日    | 母の日                           | 母親に花束を渡す日。金日成の演説に由来。 |        |
| 11月18日    | ミサイル工業節                   | 2022年の大陸間弾道ミサイルの発射実験に成功した日。 |        |
| 11月29日    | 航空節                           | |        |
| 12月24日    | 忠誠の日                         | 金正淑誕生日 |        |
| 12月27日    | 憲法記念日                       | 社会主義憲法が1972年に最高人民会議で採択された日。 |        |